# Corsica (Dakota del Sur)
Corsica es una ciudad ubicada en el condado de Douglas en el estado estadounidense de Dakota del Sur. En el Censo de 2010 tenía una población de 592 habitantes y una densidad poblacional de 271,46 personas por km².

## Geografía
Corsica se encuentra ubicada en las coordenadas 43°25′20″N 98°24′27″O / 43.42222, -98.40750. Según la Oficina del Censo de los Estados Unidos, Corsica tiene una superficie total de 2.18 km², de la cual 2.17 km² corresponden a tierra firme y (0.59%) 0.01 km² es agua.

## Demografía
Según el censo de 2010, había 592 personas residiendo en Corsica. La densidad de población era de 271,46 hab./km². De los 592 habitantes, Corsica estaba compuesto por el 97.64% blancos, el 0.17% eran afroamericanos, el 0.68% eran amerindios, el 0.17% eran asiáticos, el 0% eran isleños del Pacífico, el 0% eran de otras razas y el 1.35% pertenecían a dos o más razas. Del total de la población el 1.01% eran hispanos o latinos de cualquier raza.